# MBK Partners
MBK Partners mit Sitz in Seoul ist nach der Hillhouse Capital Group das zweitgrößte Private-Equity-Unternehmen in der asiatisch-pazifischen Region. Das durchschnittlich angelegte Kapital in den letzten fünf Jahren betrug 13,224 Milliarden US-Dollar. Im Ranking der weltweit größten Private-Equity-Unternehmen befindet sich die südkoreanische Investmentfirma auf Platz 36. MBK Partners ist an Unternehmen wie Apex Logistics, BHC, CGI Holdings und Doosan Machine Tools beteiligt.